# Eudem (sàtrapa)
Eudem (en llatí Eudemus, en grec antic Εὔδημος) va ser un militar macedoni que va ser sàtrapa de Pàrtia. Era fill de Crateves i germà del general Pitó.
Quan Pitó va decidir ampliar els seus dominis i establir el seu poder a les províncies orientals, va desposseir Filip de la satrapia de Pàrtia després d'una batalla l'any 318 aC, i va nomenar Eudem sàtrapa d'aquell territori, però es va formar una coalició de generals de la regió que van unir les seves forces contra Pitó i el van expulsar de la Satrapia de Mèdia després d'una dura i sagnant batalla. Diodor de Sicília diu que Pitó va matar Filip.